# Danielle Moonstar
Danielle Moonstar, korábbi kódnevein Délibáb vagy Mirázs egy kitalált szereplő, szuperhős a Marvel Comics képregényeiben. A szereplőt Chris Claremont és Bob McLeod alkotta meg. Első megjelenése a Marvel Graphic Novel negyedik számában volt, 1982-ben.
Danielle mutáns, az Új Mutánsok nevű szuperhőscsapat egyik alapító tagja. Képes mások félelmeit, vagy éppen vágyait illúziók formájában megjeleníteni.